# Гаврилов Посад
Гаври́лов Поса́д — город в России, административный центр Гаврилово-Посадского района Ивановской области. Образует Гаврилово-Посадское городское поселение.

## Название
Название города происходит от имени Гавриил (в просторечии — Гаврила) и слова «посад».

## География
Город расположен на реке Воймига (приток Нерли), в 85 км к юго-западу от Иванова.
В городе есть одноимённая железнодорожная станция линии Москва — Александров — Бельково — Иваново — Кинешма.

## История

### Древний период
Территория современного Гаврилова Посада была заселена ещё в эпоху бронзы, о чём свидетельствуют находки фатьяновской культуры. В V—X веках, по данным археологии, существовало древнее Мало-Давыдовское городище на берегу реки Ирмес и Лобцовское городище («Городок Красно-») на берегу реки Нерль. Первые славянские поселения на территории района, согласно находкам в курганах, появились в X—XI веках. В X—XII веках, вероятно, возникли Старопашенная и Слобода непашенных крестьян, ставшие предшественниками Гавриловского Посада. Предположительно в 1212 году Старопашенная слобода получила название Гавриловская.

### Средние века
Впервые упоминается как село Гавриловское в договорной грамоте великого князя московского Василия II с князем Дмитрием Шемякой в 1434 году. В 1434 году село Гавриловское упоминается в Докончании (договоре) великого Московского князя Василия Васильевича с князем Дмитрием Юрьевичем Шемякой в 1434 году.
В краеведческом музее города хранится коллекция каменных отполированных топоров фатьяновской культуры, свидетельствующая о ещё более древней истории поселения, насчитывающей около трёх тысячелетий. Село Шекшово впервые упоминается в договорной грамоте 1446 года, село Шипова Слободка — в 1446 году, село Давыдовское — в духовной грамоте 1462 года, сёла Пиногор и Скомовское — в духовной грамоте 1472 года, первое упоминание села Муравкино относится к 1486 году, сёла Непотягово, Дубёнки, Лычёво упоминаются в разъезжей грамоте 1521 года.

### XVI—XVIII века
В 1565 году царь Иван Грозный заложил в Гавриловской слободе конный завод. В 1587 году царская грамота упоминает дворцовое село Бережок (современное село Бережок). Первое письменное упоминание о конном заводе относится к 1587 году — донесение Андрея Гундарова царю Фёдору Иоанновичу о покупке коня для царского двора в Гавриловской слободе.
История Гавриловского Посада и окружающих селений тесно связана с дворцовым конным заводом, по преданиям основанным во времена Ивана Васильевича Грозного. Первое письменное упоминание о заводе имеется в писцовых книгах Гавриловской слободы за 1632—1633 годы, но первое косвенное упоминание о государевой конюшне в Гавриловской слободе относится к 1587 году.
Статус города присвоен Екатериной II в 1789 году. В то время статус города присваивался, если совокупный капитал купцов данного населённого пункта превышал 100 000 рублей.
Конный завод в Гавриловской слободе был основан в 1565 году, во время правления царя Ивана Грозного. В 1608—1609 годах Гавриловская слобода была захвачена польско-литовскими интервентами. В 1647 году Гавриловская слобода стала дворцовой волостью царя Алексея Михайловича и получила название «Государева дворцовая слобода непашенных крестьян». В 1702 году в слободе была построена каменная Воскресенская церковь. В 1721 году конюшенные и дворцовые селения были объединены в одно ведомство указом Петра I. В 1739 году по распоряжению императрицы Анны Иоанновны началось строительство нового кирпичного здания конного завода. В 1770—1780-х годах по указу Екатерины II был построен новый конный завод.
В конце XVI века Гавриловская слобода стала государственной дворцовой слободой непашенных крестьян. Крестьяне, отбыв срок службы при конном заводе, селились рядом и открывали лавки и мастерские, что способствовало развитию торговли и росту населения. В 1789 году по указу Екатерины II Гавриловская слобода получила статус посада и городские права, была учреждена Ратуша. В XVIII — первой половине XIX веков Гаврилов Посад был крупным ремесленным и торговым центром.

### XIX—XXI века
В 1899 году через Гавриловский Посад прошла железная дорога, связавшая Александров и Иваново-Вознесенск.
В 1899 году введена в эксплуатацию железнодорожная станция «Гаврилов Посад». В начале XX века в городе были построены первый кинотеатр, новое здание четырёхклассного городского училища и мост через реку Воймигу. До 1926 года Гаврилов Посад находился в составе Владимирской губернии, в 1926—1929 годах — Иваново-Вознесенской губернии, в 1929—1936 годах был районным центром Ивановской промышленной области, а с 1936 года вошёл в Ивановскую область.
В 1941 году в Гаврилове Посаде размещался Государственный племенной коневодческий рассадник Наркомзема СССР по породам брабансон и клейдесдаль.
В годы Великой Отечественной войны более 900 жителей Гаврилово-Посадского района были награждены орденами и медалями. В послевоенные годы на конном заводе была выведена новая порода лошадей — «Владимирский тяжеловоз». В 1960 году был основан краеведческий музей, открытый для посетителей в 1966 году. В 1970-х—1980-е годы в городе были построены многоквартирные жилые дома, железобетонный мост через реку Ирмес, новая средняя школа, центральная районная больница, гостиница и столовая. В 1992 году построено новое здание средней школы № 2.
По мнению краеведа Бориса Волченкова, необычный характер Гаврилова Посада связан с основанием конного завода. Для работы на заводе Иван Грозный поселил здесь посадских людей из разорённого Новгорода, обязав их обслуживать лошадей. Эти новгородцы, обладая предприимчивым характером, после службы на заводе стали открывать свои дела, чему способствовало расположение Гаврилова Посада на пересечении торговых путей. Так, к Старопашенной слободе, где жили традиционные крестьяне-земледельцы, примыкала Слобода непашенных крестьян, жители которой, не имея земли, занимались торговлей и по оборотам превосходили многих купцов.
Такое положение дел вызывало недовольство у купцов из других городов, и при Петре III непашенным крестьянам было запрещено вести торговлю. Однако, при Екатерине II они добились разрешения ходатайствовать о купеческом статусе. Для этого Гавриловскую слободу нужно было преобразовать в посад или город и подтвердить наличие у местных предпринимателей капитала не менее 100 000 рублей. Гавриловские предприниматели предоставили капитал, превышающий миллион рублей, но возникла проблема с наличием свободных земель вокруг посада. После 10 лет рассмотрений, Екатерина II пошла на уступки, и 14 мая 1789 года был подписан указ о присвоении Гавриловской слободе статуса посада. В новообразованном посаде в купеческое сословие записалось 2/3 жителей, что было уникальным явлением для России того времени. Получив купеческий статус, жители Гаврилова Посада стали активно вести торговлю по всей России, открывая свои дела и достигая значительного богатства.
В сентябре 2016 года представители Гаврилова Посада, Сергиева Посада и Мариинского Посада приняли участие в I межрегиональном фестивале посадов «Сохраняя историю и традиции», который прошёл в Мариинско-Посадском районе Чувашии.

### Благоустройство Советской площади
В 2018 году город выиграл конкурс по благоустройству малых городов, что дало ему 30 млн рублей, федеральная программа «Комфортная городская среда» добавила ещё 50 млн рублей и городской бюджет — 27 млн. Это дало средства на разработку проекта, реконструкцию старой площади. В 2019 году, раньше запланированного, площадь достроили.

## Население
| 1856  | 1859  | 1897  | 1923  | 1926  | 1931  | 1939  |
| ----- | ----- | ----- | ----- | ----- | ----- | ----- |
| 1800  | ↗1911 | ↘1160 | ↗1900 | ↗2200 | ↗2800 | ↗6139 |
| 1959  | 1970  | 1979  | 1989  | 1992  | 1996  | 1998  |
| ↗6710 | ↗7491 | ↗7822 | ↗8353 | ↗8500 | ↘8200 | ↘8000 |
| 2000  | 2001  | 2002  | 2003  | 2005  | 2006  | 2007  |
| ↘7900 | ↘7800 | ↘7193 | ↗7200 | ↘7000 | ↘6800 | ↘6600 |
| 2008  | 2009  | 2010  | 2011  | 2012  | 2013  | 2014  |
| ↘6500 | ↘6463 | ↘6434 | ↘6400 | ↘6280 | ↘6177 | ↘6050 |
| 2015  | 2016  | 2017  | 2018  | 2019  | 2020  | 2021  |
| ↘5939 | ↘5832 | ↘5715 | ↘5657 | ↘5582 | ↘5560 | ↘5429 |

По данным Всероссийской переписи населения 2021 года, в Гавриловом Посаде насчитывалось 5429 жителей, из них 44,0 % — мужчины и 56,0 % — женщины. Средний возраст мужчин — 41,2 года, женщин — 47,7 года (немного старше, чем в среднем по городам Ивановской области). В браке состоит 58,2 % гавриловопосадцев в возрасте 16 лет и старше (больше, чем в среднем по городам области); доля никогда не состоявших в браке в возрасте 18 лет и старше — 14,6 % (меньше, чем в среднем по области).

## Экономика
Основную часть дохода бюджета составляют налоговые сборы с услуг и розничной торговли. В настоящее время стоит вопрос о вхождении Гаврилова Посада в состав Золотого кольца России, что благоприятно скажется на развитии туризма. Уже отреставрирована центральная площадь города, а также Дворцовый конный завод, являющийся музейно-дегустационным центром.
В первой половине XIX века в Гавриловом Посаде работали 11 фабрик, салотопленное, кожевенное и маслобойное предприятия. В 1880-х годах были открыты красильная и ткацкая фабрики.

### Производство
В городе располагались швейная и ткацкая фабрики (в настоящее время недействующие), хлебокомбинат, производящий панировочные сухари.

### Финансовые услуги
- Сбербанк
- Россельхозбанк (здание автовокзала)

### Места общественного питания
- Посадский дворик
- Горец
- Drive Café (заправка «Газпромнефть»)

### Продовольственные магазины
Фасоль, 2 магазина Магнит, Fix Price, Пятерочка, Бристоль.

## Инфраструктура
Общая площадь земель Гаврилово-Посадского городского поселения в 2022 году составляла более 9 тыс. га. В городе имеется 18 объектов бытового обслуживания, 9 спортивных сооружений, 5 лечебно-профилактических организаций, 2 школы, 3 детских сада. Общая протяженность улиц — 45,6 км. В 2022 году на территории городского поселения было введено более 1 тыс. квадратных метров общей площади жилых домов.

### Медицина
- Гаврилово-Посадская ЦРБ
- Станция скорой помощи
- Поликлиника

В 1880-х годах в Гавриловом Посаде была открыта небольшая участковая больница. В 1970-х—1980-х годах построена центральная районная больница.

### Образование и культура
- 2 среднеобразовательных школы
- 3 детских сада
- Центр русского народного творчества
- Детская музыкальная школа
- Библиотека

В 1760 году при конном заводе была открыта школа грамотности для детей конюхов. В 1880-х годах открыта публичная библиотека. В начале XX века построено новое здание четырёхклассного городского училища. В 1970-х—1980-х годах построена новая средняя школа на 550 учеников, а в 1992 году — новое здание средней школы № 2.

## Транспорт
В городе есть одноимённая железнодорожная станция линии Москва — Александров — Бельково — Иваново — Кинешма.

## Архитектура
Сохранились сооружения гражданского зодчества в стиле классицизм: часть ансамбля Конного завода (конный двор и канцелярия; 1776—1787 годы), Торговые ряды (середина XIX века), 2-этажные купеческие дома.

## Достопримечательности
- Советская площадь — основное место для отдыха и проведения городских мероприятий. На площади расположены: сухой фонтан, детская площадка, Районный Дом культуры, торговые ряды, памятник Владимирскому тяжеловозу и храм Архангела Михаила.
- Аллея Героев с мемориалом в память о Великой Отечественной войне.
- Городской парк (рядом с Аллеей Героев).
- Набережная на реке Воймиге.
- Смоленская часовня рядом с родником.

### Музеи и памятники
- Гаврилово-Посадский краеведческий музей — основан в 1960 году, открыт в 1966 году[1]. В музее представлены экспозиции, рассказывающие об истории города и Гаврилово-Посадского края, включая период, когда большую часть населения составляли кавалеристы[5], а также можно увидеть макет Гаврилова Посада и старые выпуски газеты «Сельская правда». Музей расположен в старинном особняке в центре города, построенном в начале XIX века купцом Шумовым.
- Дом народного творчества и ремёсел
- Памятник Ивану Грозному — основателю конного завода.
- Конный завод — основан в 1565 году[1], перестроен в 1776—1787 годах (губернский архитектор А. Н. Вершинский, руководил строительством В. В. Кураев)[1]. Сохранились постройки в стиле классицизм: конный двор и канцелярия[1]. В 1760 году при конном заводе была открыта школа грамотности[1]. В XIX веке, при Николае I, на базе конного завода были размещены кавалерийские полки, что также стало важной страницей в истории города[5]. В настоящее время является музеем и дегустационным центром.
- Памятник В. И. Ленину на Советской площади.
- Мемориал ВОВ на Аллее Героев.
- Памятник Владимирскому тяжеловозу на Советской площади.

### Культовые сооружения
- Ильинское подворье: включает в себя Ильинскую церковь (памятник архитектуры XVII—XVIII веков с фасадным карнизом, декорированным уникальными изразцами ручной работы) и Никольскую церковь, построенную в 1790 году[28]. Никольская церковь, благодаря своей колокольне, видна из любой точки города. В начале XXI века церковь находилась в руинированном состоянии, но в настоящее время ведутся восстановительные работы[28][28]. Строительство Никольской церкви, как и получение Гавриловым Посадом статуса города в 1789 году, относится ко времени правления Екатерины II[28]. Восстановление храма имеет важное значение для сохранения исторического и культурного наследия города, а также для духовного возрождения местной общины[28].
- Храм Архангела Михаила. На главной площади города ранее располагался богатый храмовый комплекс, включавший летнюю Воскресенскую церковь и зимнюю Никольскую церковь, построенные на месте сгоревшей церкви Архангела Михаила[5]. К началу XXI века храмовый комплекс был разрушен, сохранился лишь нижний ярус Никольской церкви, которая была переосвящена в честь Архангела Михаила[5]. В советское время в храме размещался завод, что привело к разрушению внутреннего убранства, но здание устояло. В настоящее время храм восстанавливается, ведётся сбор средств на реставрацию восьмерика и купола[5]. При храме действует воскресная школа, ведётся работа с детьми и социальная работа[5]. Небольшая община храма поддерживает его в хорошем состоянии и стремится к восстановлению исторического облика[5].
- Смоленская часовня.

### Прочие достопримечательности
- Торговые ряды — построены в середине XIX века в стиле классицизм[1].
- 2-этажные купеческие дома XIX века.

## Культура
В городе действует Центр русского народного творчества, детская музыкальная школа, библиотека. Краеведческий музей является филиалом Ивановского областного краеведческого музея с 1971 года, с 1997 года — муниципальный.

## Спорт
В городе имеется 9 спортивных сооружений, включая стадион и городской парк с возможностями для занятий спортом.

## СМИ

### FM диапазон
| Частота МГц | Название      | RDS | Формат      | Мощн., кВт | Телецентр | Время |
| ----------- | ------------- | --- | ----------- | ---------- | --------- | ----- |
| 89,2        | DFM           | +   | Dance       | 0,25       | РТС       | 0-24  |
| 89,8        | Ретро FM      | +   | Gold        | 1          | РТС       | 0-24  |
| 90,2        | Вести FM      | -   | News / Talk | 1          | РТС       | 0-24  |
| 90,6        | Радио России  | -   | News/ Talk  | 1          | РТС       | 0-24  |
| 91,0        | Радио Маяк    | -   | News/ Talk  | 1          | РТС       | 0-24  |
| 106,2       | Радио «Радио» | -   | Adult/ CHR  | 1          | РТС       | 0-24  |
| 107,1       | Радио КП      | -   | News/ Talk  | 0,03       | ?         | 0-24  |

### Пресса
В городе расположена редакция районной административной газеты «Сельская правда», которая выпускается раз в неделю небольшим тиражом.

## Известные уроженцы
- Синебрюхов, Николай Петрович (1788—?) — купец, основатель пивоваренной компании Sinebrychoff. Родился в Гавриловском Посаде[2].
- Жильцов, Алексей Васильевич (1895—1972) — актёр, режиссёр, народный артист СССР. Родился в селе Ярышево Гаврилово-Посадского района[2].
- Дмитриев, Тимофей Павлович (1893—1963) — писатель, автор романа «Зелёная зыбь». Родился в сельце Грибаново Гаврилово-Посадского района[2].
- Зимин, Анатолий Иванович (1895—1974) — учёный, специалист в области обработки металлов давлением. Родился в Гавриловском Посаде[2].
- Терентьев, Сергей Владимирович — советский и российский рок-музыкант, композитор.

## Прочие сведения
- Гаврилово-Посадская рок-группа «Отец Фёдор» неоднократно принимала участие в областном и всероссийском фестивале «Рок-Февраль».